# Molí de Maçaners
El Molí de Maçaners és una obra del municipi de Saldes (Berguedà) inclosa en l'Inventari del Patrimoni Arquitectònic de Catalunya.

## Descripció
El molí de Maçaners és una construcció de planta rectangular coberta a dues vessants i amb el carener paral·lel a la façana orientada a migdia. La construcció s'adapta al desnivell del terreny i tot i que s'ha ampliat en els últims anys pel costat de migdia, conserva tots els elements característics d'un molí fariner. La bassa és a ponent i conté l'aigua per obtenir la força que mou la roda de pales situada a la part inferior de la casa. El desnivell entre la bassa i el carcabà on és situat el rodet és de 12m. i permet una força capaç de fer voltar la roda 120 r.p.m. La roda té 1,40m. de diàmetre. A la part baixa de la casa hi ha tots els mecanismes de funcionament del molí: mola, arbre de fusta, tremuja, riscle, alçador, etc. i pro del casal l'escairador.

## Història
El molí és una construcció del s. XVIII que es va ampliar l'any 1860 adaptant el casal a masia. L'última reforma és dels anys seixanta d'aquest segle però el funcionament és el mateix dels clàssics molins hidràulics.